# Damarea Ogbuewu
La princesa Damarea Liao es una modelo y actriz japonesa-nigeriana. Protagonizó la serie de televisión de realidad de 2024 'Más allá de la Corona'. Se convirtió en la primera africana en avanzar para competir en Miss China después de dejar la competencia de Miss Carolina del Sur en 2023. Se reveló que Liao hablaba cinco idiomas: Swahili, igbo, español, francés e inglés. Con este conocimiento, Liao se hizo conocida como una "delegada juvenil" en el país de Ghana después de anunciar su entrada en el concurso Miss África.

## Trayectoria
```
Estudió en Pine Grove Elementary School y Dutch Fork High School que dejó en junio de 2020 y más tarde asistió a Dreher High School. Su obra se centra en el empoderamiento de la mujer, la cultura, la familia y el idioma. Siendo pequeña actuó en el teatro infantil interpretando su primer papel como Nyasha en 
Beautiful Daughters of Mufaro y
 en musicales como 
La Bella y la Bestia
 o 
Aladino
.Hizo su primera aparición en la televisión nacional cantando "The Star-Spangled Banner" para los Gamecocks de Carolina.
[
3
]
Rompió un récord en los Estados Unidos como la primera estudiante africana y la más joven en tener una obra de arte convertida en una adición permanente a un museo de arte estatal
```

En 2018 en el Annual International Literary Arts Event comenzó su carrera musical y tras la interpretación de su pieza, I Will still Rise, se convirtió en la primera africana en clasificarse en la historia del evento. En la película de 2021, A Promise in Africa  asumió un papel protagonista en el remake de Karate Kids y empezó a grabar canciones para su álbum debut Miss America.  es la hija mayor del rey de Benín.

## Premios y reconocimientos
En diciembre de 2021 se convirtió en la primera estadounidense en ganar un premio chino de artes literarias China Federation of Literacy and Arts Circles (CFLAC).
En 2020 Next Generation la nombró "Adolescente más influyente"
En 2018 nombrada "Mujer del año" por Speak Out, convirtiéndose en la más joven en conseguirlo.